# Nicolò dell'Abbate
Nicolò dell'Abbate ou Niccolò dell'Abbate ou Niccolo dell'Abate (né en 1509 ou 1512 à Modène (Italie), mort en 1571 à Fontainebleau, en France) est un peintre italien de la Renaissance tardive dont l'Oeuvre a subi d'innombrables et irréparables dommages et destructions.

## Biographie
Tous les membres masculins de la famille Dell'Abbate, de père en fils, furent vouée aux arts. On cite avec honneur parmi les peintres modénois, son père Jean, son frère Pierre-Paul, son fils Jules-Camille, son petit-fils Hercule, et son arrière-petit-fils Pierre-Paul.
Formé à Modène, Nicolò fit son apprentissage dans l'atelier d'Alberto Fontana et fut un des élèves d'Antonio Begarelli.

En 1540, il entre au service des seigneurs de Scandiano, à 27 km de Modène. La guerre entre les armées pontificales et impériales venait de cesser et la citadelle médiévale avait perdu toute fonction militaire. Comme ses voisins, le comte Giulio Boiardo, s'entoure des meilleurs artistes pour rendre plus humaine l'austère bâtisse la Rocca di Scandiano, que lui a léguée son père. Il ne reste plus rien de ces travaux, et les fresques du Cabinet de l'Enéide, morceau de bravoure de Niccolò ont été détachées à la fin du XVIIIe siècle pour compléter l'apparat fastueux du palais ducal de Modène. Elles sont aujourd'hui dans la galerie Estense de cette même ville.

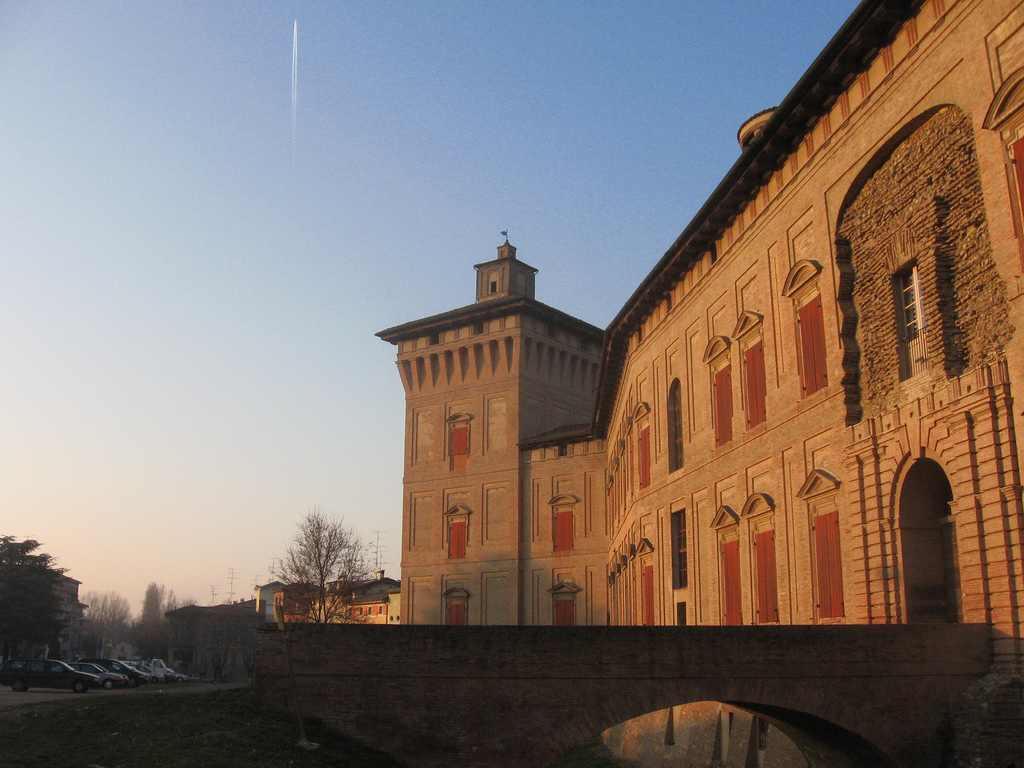
Rocca dei Boiardo, Scandiano.

Entre 1540 et 1543, il décora également la Rocca des princes Meli Lupi à Soragna au nord-ouest de Parme. Les fresques furent partiellement détruites à la fin du XVIIIe siècle, et les réaménagements successifs ont rendu leur attribution difficile.
Nicolo en 1546, a donc déjà une solide réputation de fresquiste et d'autres riches praticiens de Modène l'ont choisi pour décorer leur demeure.

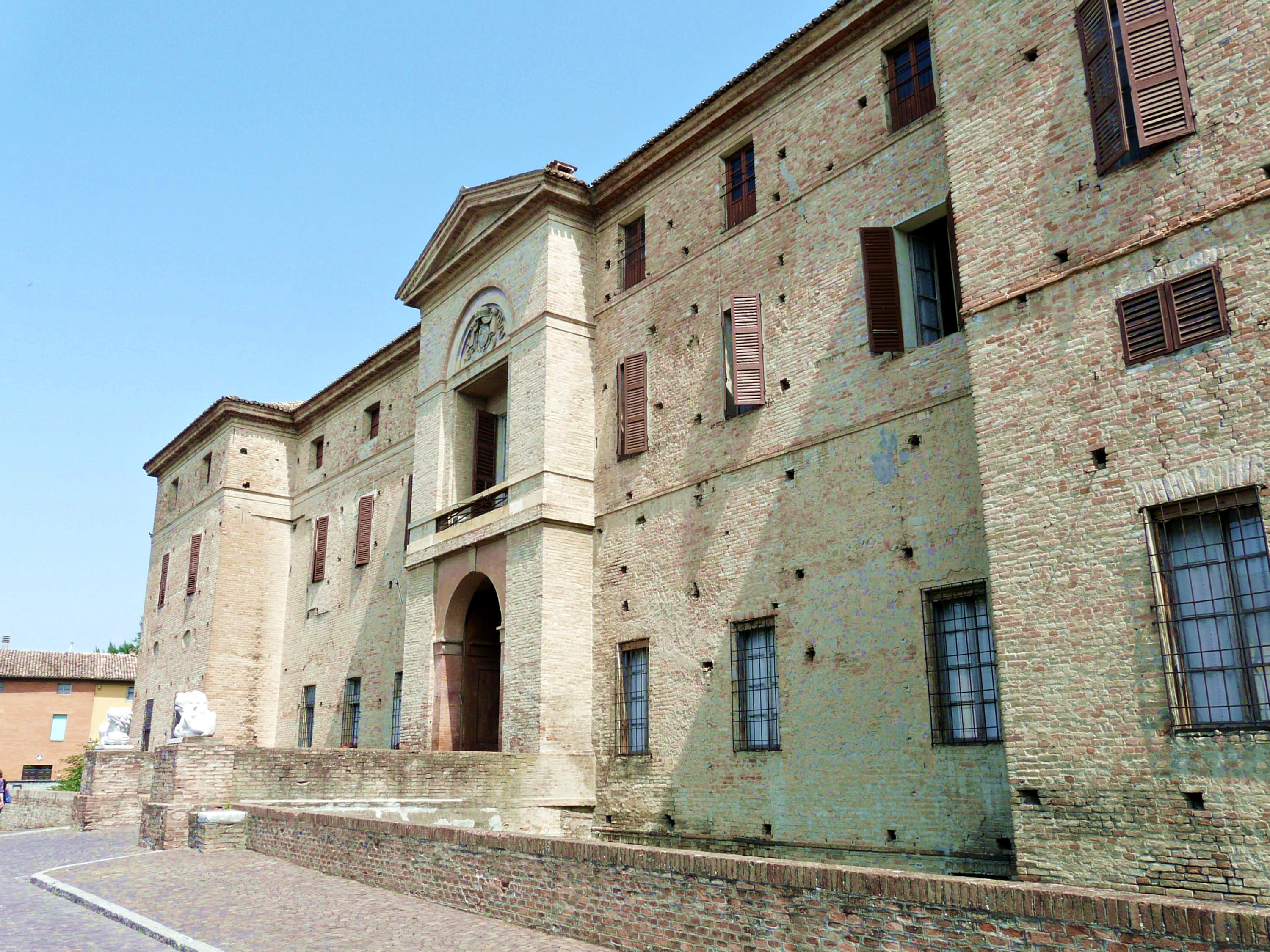
Rocca dei Meli Lupi, Soragna.

Il travailla ensuite à Bologne entre 1548 et 1552, au service d'une clientèle fortunée d'ecclésiastiques et de banquiers :
- au palais Torfanini, il fit revivre le siècle de Tarquin le Superbe, monarque étrusque chassé de Rome pour avoir laissé son fils violer la chaste Lucrèce. Ces fresques longtemps masquées par des réaménagements datant du  XVIIIe siècle  furent identifiées lors d'une restauration en 1925 du palais Torfanini devenu le palais Zucchini Solimei. Ces grands panneaux remontés sur toile montrent les visages d'Alcine et de Roger, deux des héros du Roland furieux de l'Arioste. Ils sont aujourd'hui conservées à la Pinacothèque nationale (Bologne) ;

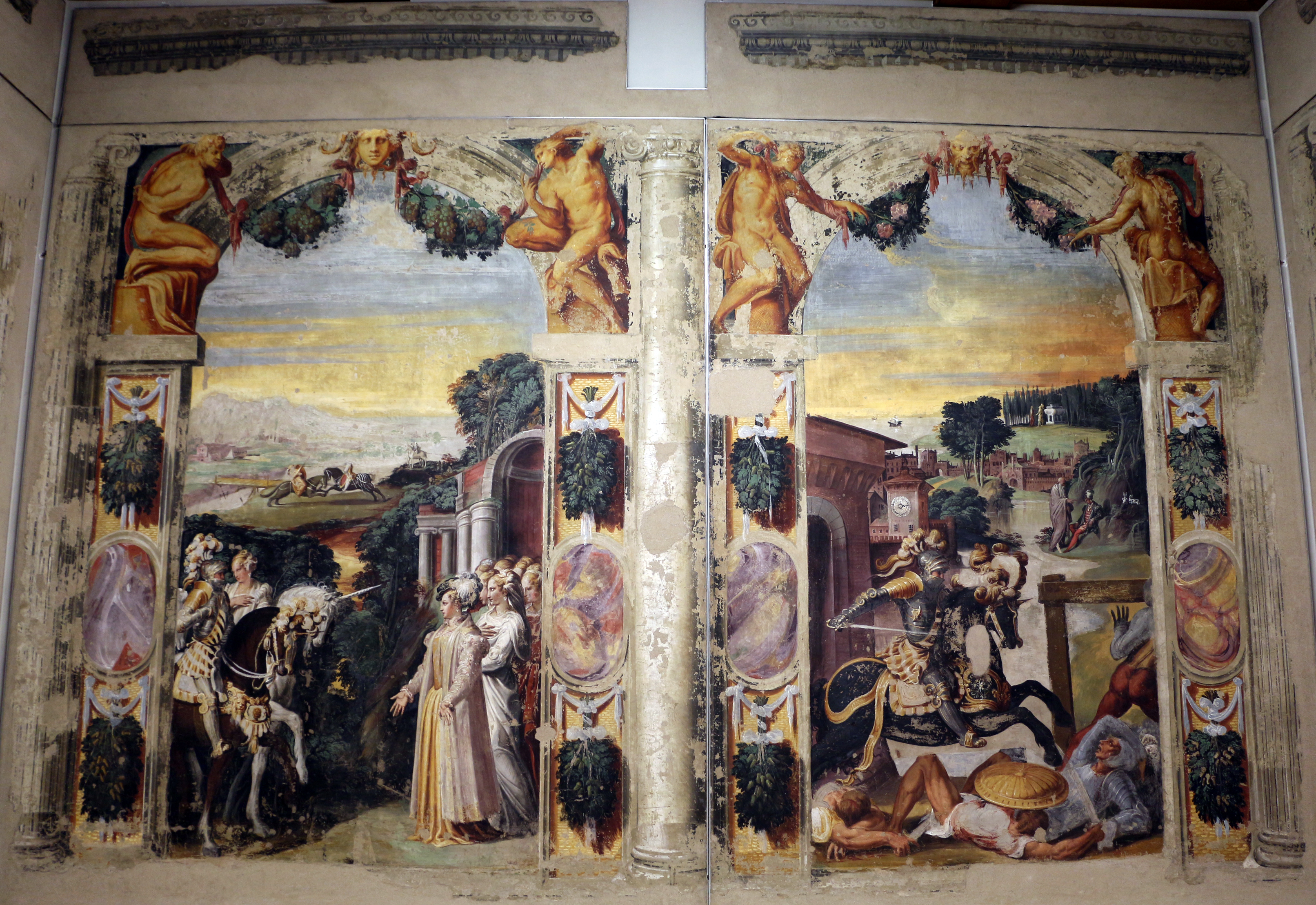
Fresques de l'Orlando Furioso du Palais Torfanini

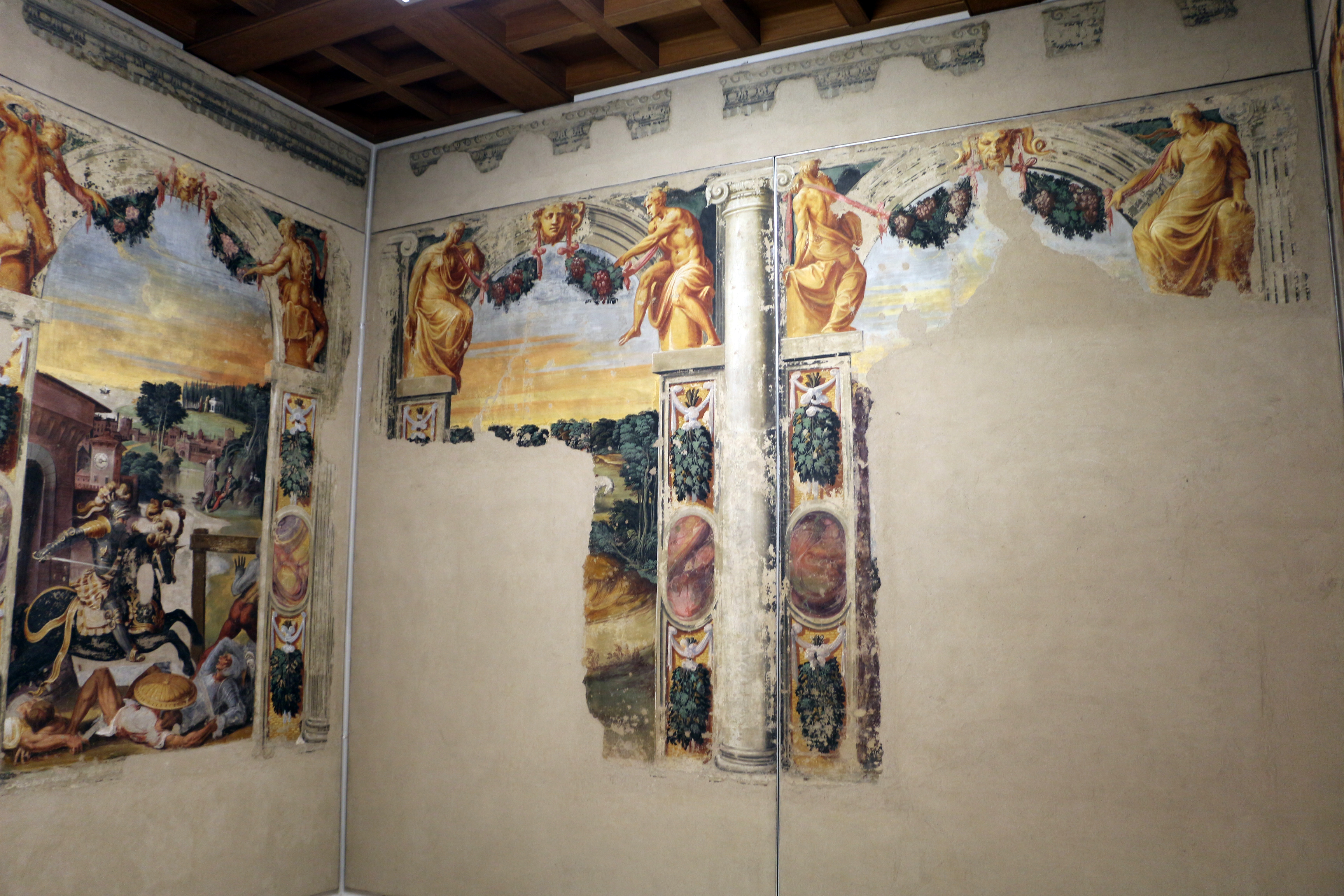
aujourd'hui conservées dans la pinacothèque nationale de Bologne

- dans les années 1550-1551, à Bologne, le cardinal Giovanni Poggi lui demanda de décorer ses appartements, selon un programme iconographique associant l'Antiquité, le culte de la Nature et la recherche des plaisirs. On peut encore admirer ces fresques aujourd'hui dans le palazzo Poggi qui abrite l'Institut des Sciences[2].

À Bologne, son style subit l'influence du Corrège et du Parmesan. Ses nombreux portraits évoquent ceux de Pontormo.
Invité en France en 1552 au service d'Henri II pour seconder Primatice, il y passa le reste de sa vie. Il participa au projet de la galerie d'Ulysse. Il fut un précurseur de Nicolas Poussin et de Claude Lorrain grâce à ses paysages avec des personnages de la mythologie. Il décora la grotte du château de Meudon pour le cardinal de Lorraine.
Niccolò dell'Abbate mourut en 1571 à Fontainebleau.

## Œuvres
En Italie

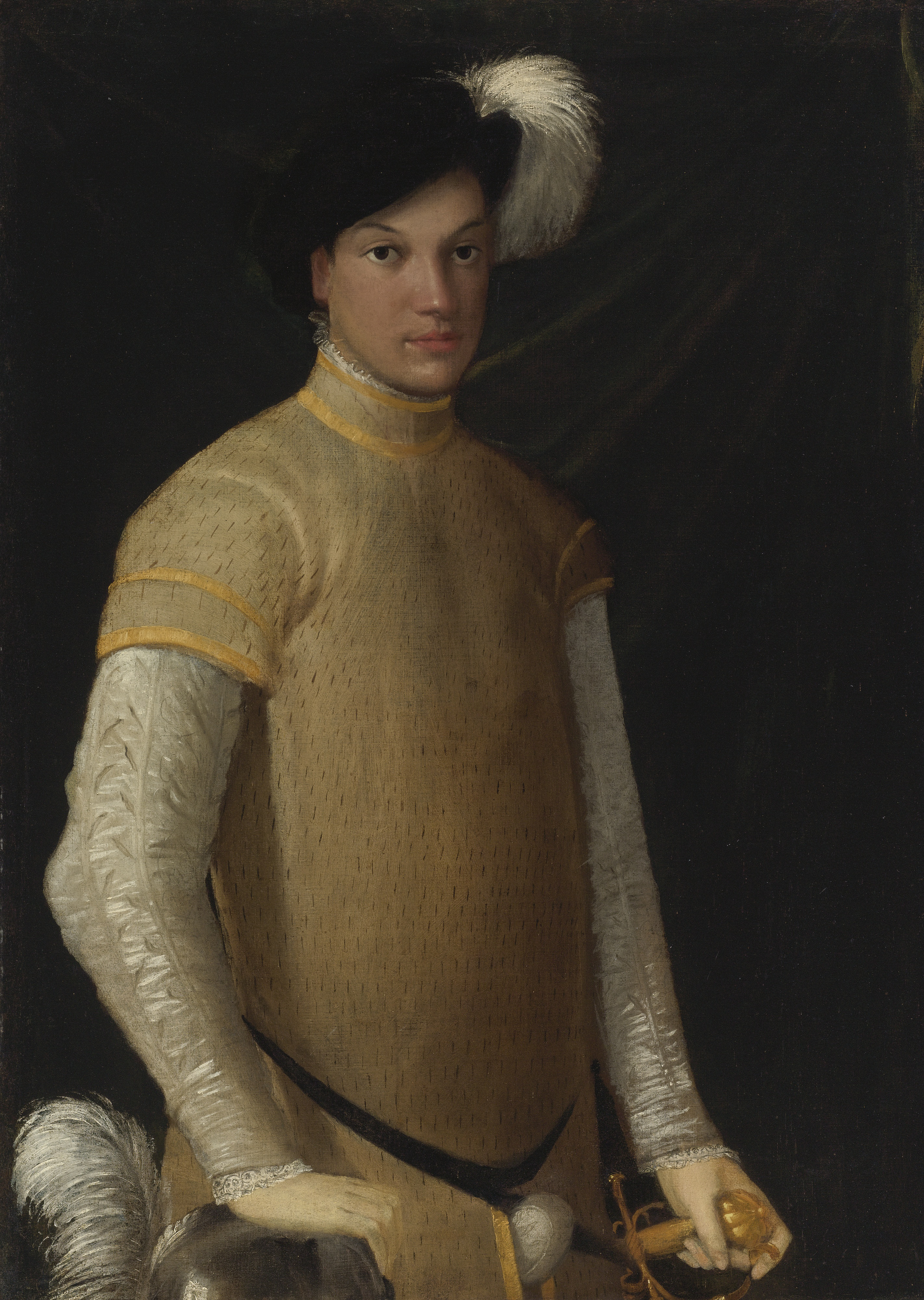
Portrait d'un jeune homme en chapeau à plume, collection privée.

- Amour s'apprêtant à décocher une flèche, 1540-1543, fresque, Rocca Meli Lupi, Soragna
- Lapin et Léopard et Dromadaire et Licorne, 1543, fresques, Rocca Meli Lupi, Soragna
- Matteo Maria écrit son poème, 1540-1545, fresque de la Rocca di Scandiano, remontée sur toile, Galleria Estense, Modène
- Concert, 1540-1545, fresque du cabinet de l'Enéide, déposée, Galleria Estense, Modène
- La Rencontre des Triumviri, 1546-1548, fresque de la Sala del Fuoco, Palazzo comunale (Modène)
- Fresques de l'Orlando Furioso dont Alcina accueille Roger dans son château, 1548-1550, fresque déposée, Pinacothèque nationale (Bologne)
- Hercule et Cerbère, fresque, 150-1551, sala dei concerti e delle Fatiche di Ercole, Palazzo Poggi, Bologne
- Putti, 1550-1551, fresque, sala dei Paesaggi, Palazzo Poggi, Bologne
- Portrait de jeune homme, 1548-1552, Kunsthistorisches Museum de Vienne[4]

En France

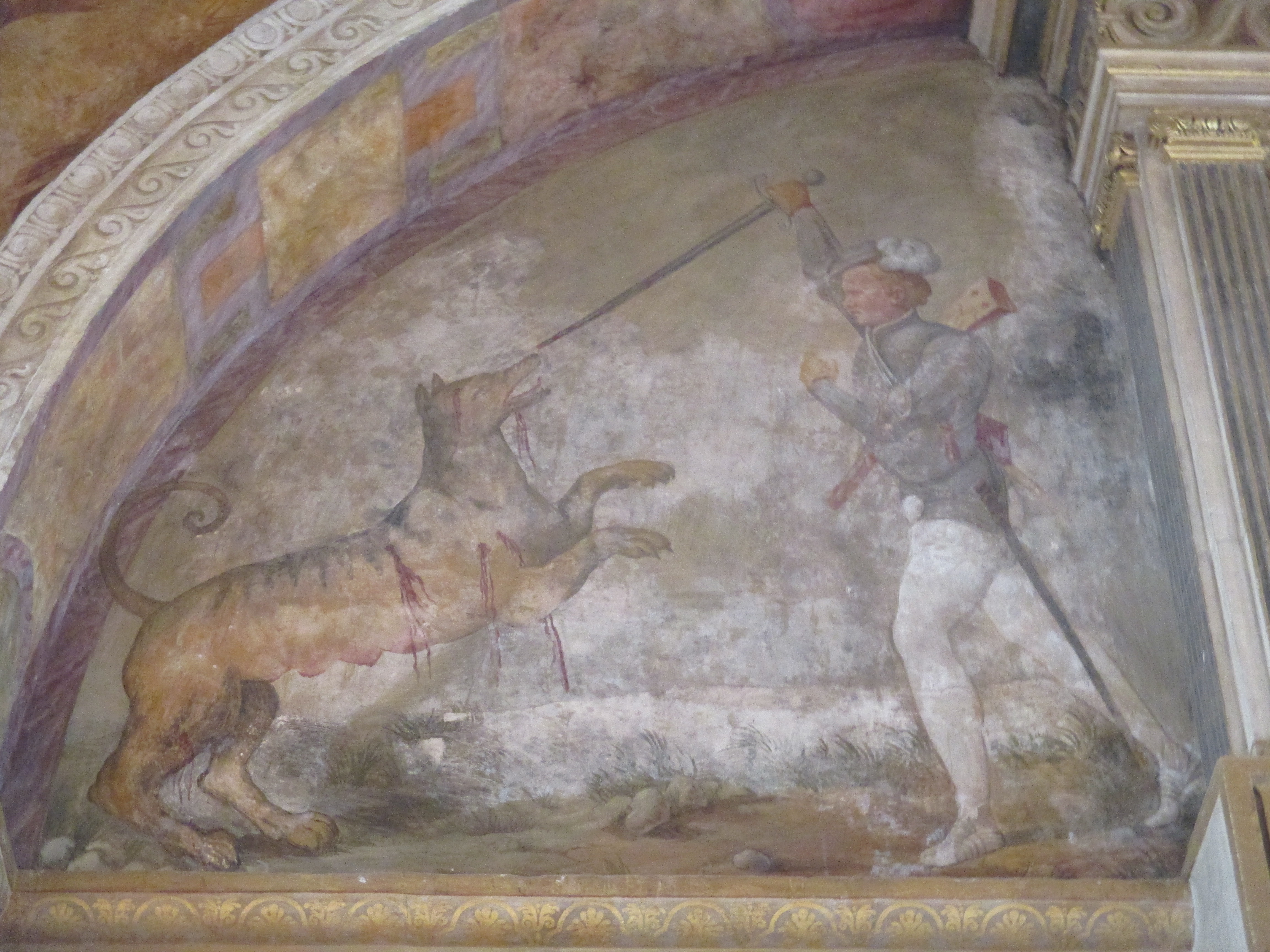
Sébastien de Rabutin tuant un loup-cervier en 1548, salle de bal du château de Fontainebleau.

- Ensemble des Fresques de la Galerie d'Ulysse du château de Fontainebleau, exécuté d'après les dessins du Primatice, à partir de 1552, et entièrement détruits en 1738 sur ordre de Louis XV.
- Paysage aux batteurs de blé, huile sur toile, 98 × 141 cm, château de Fontainebleau
- L'Enlèvement de Proserpine (vers 1570), toile, 196 × 220 cm, musée du Louvre, Paris. Appartenant peut-être à une série de paysages peint en 1570 pour le cabinet du roi à Fontainebleau[3].
- Les Fresques du château d'Ancy-le-Franc, en collaboration avec Le Primatice.
- La Continence de Scipion (vers 1555), toile, 127 × 115 cm, musée du Louvre, Paris[3]
- Pandore (vers 1555), huile sur toile, 92 × 70 cm (ovale), musée du Louvre.
- Paysage avec la mort d'Eurydice, Londres, National Gallery.
- Moïse sauvé des eaux.
- Le Mariage mystique de sainte Catherine d'Alexandrie.
- Ulysse et les Sirènes, huile sur toile, 149 × 206 cm, collection particulière
- La Prise de Carthage, huile sur toile, 197 × 213 cm, Rome.
- Sainte Famille à la fontaine, Berlin

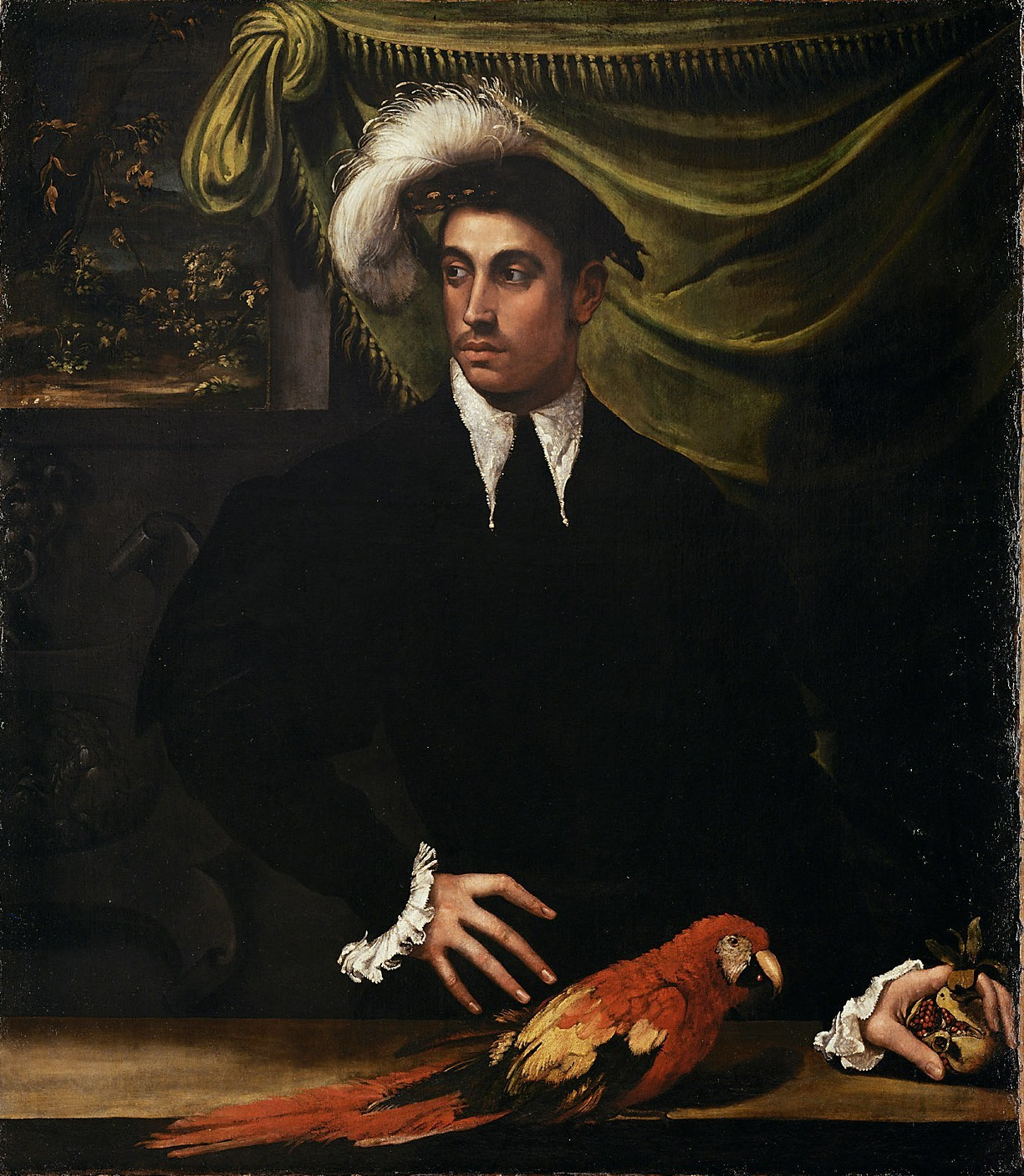
Portrait de jeune homme avec perroquet et grenade, 1540, Kunsthistorisches Museum de Vienne.
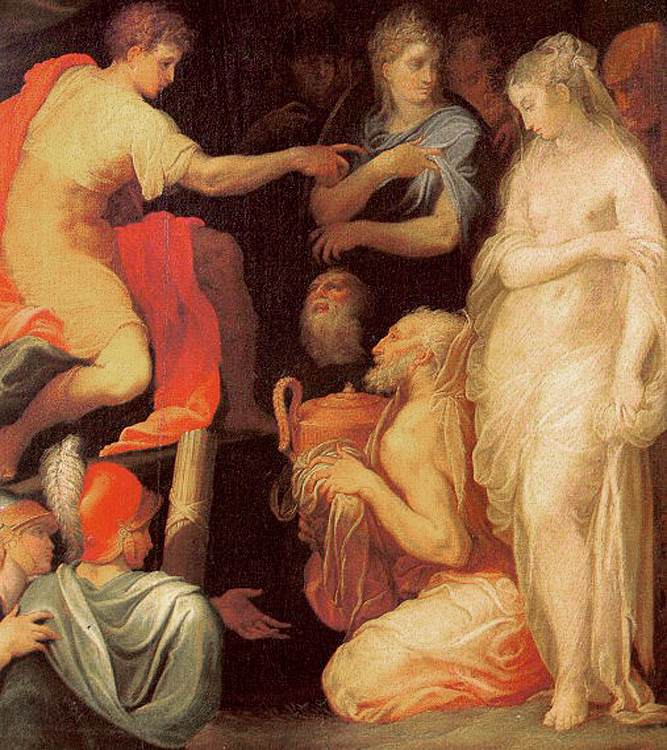
La Continence de Scipion (vers 1555), huile sur toile, 127 × 115 cm, musée du Louvre.
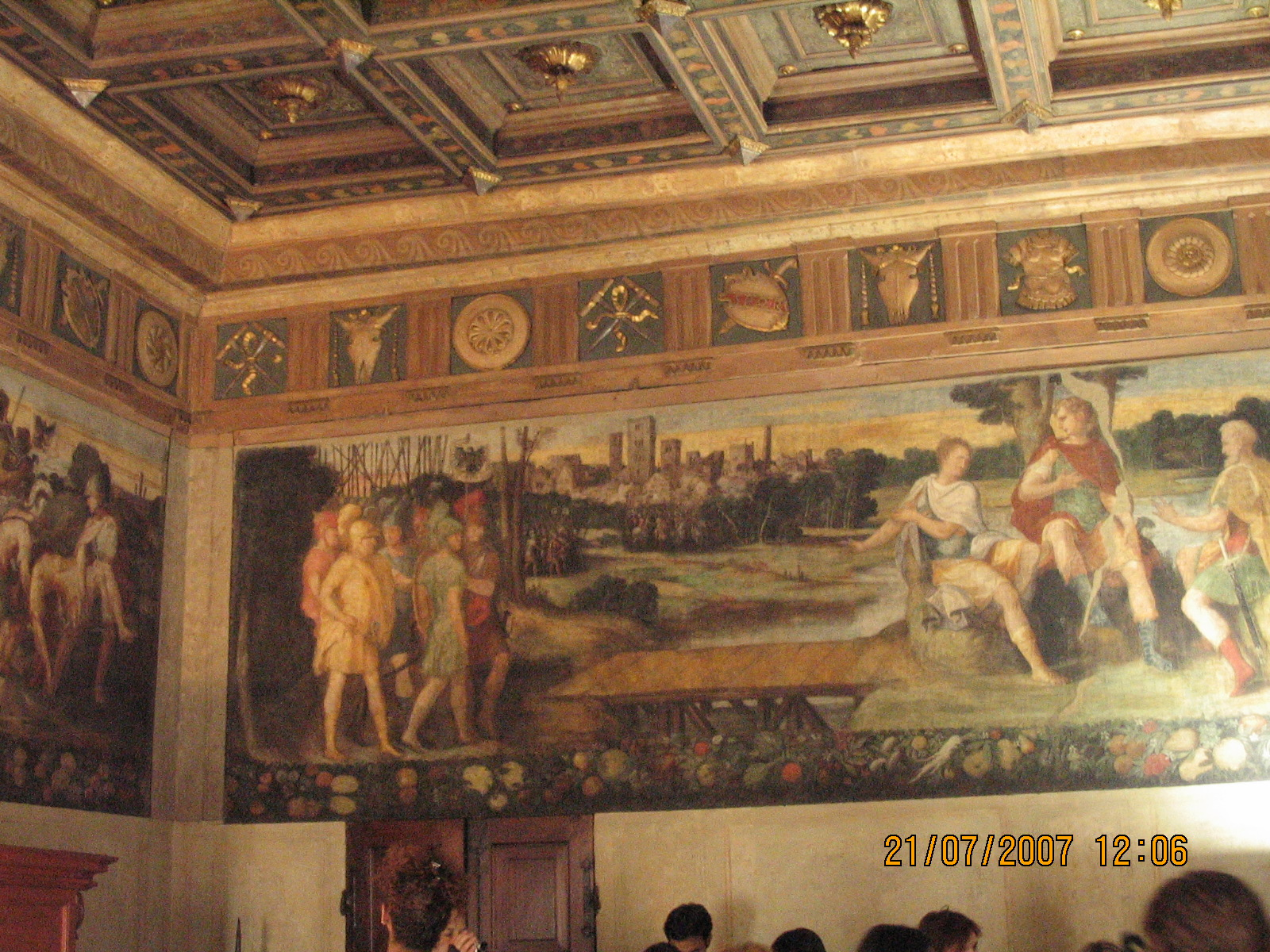
Fresques, palais communal de Modène.
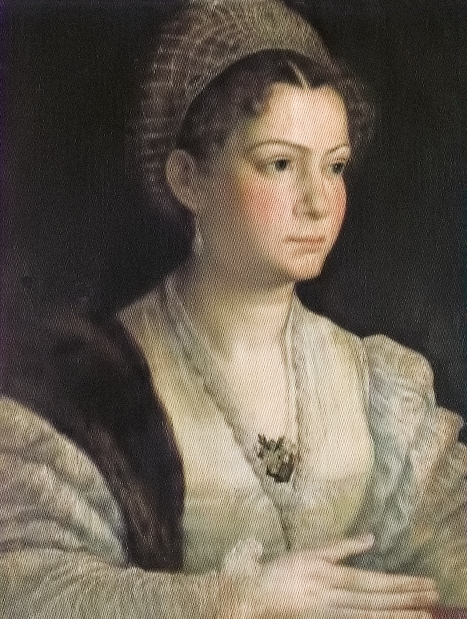
Portrait d'une dame (vers 1549), huile sur toile, Galerie Borghèse.